# Подчашинский, Кароль
Ка́роль Подча́шинский (пол. Karol Podczaszyński, лит. Karolis Podčašinskis; 7 ноября 1790, Жирмуны Лидского повета, ныне Белоруссия — 19 апреля 1860, Вильно) — архитектор, представитель классицизма, профессор Виленского университета.

## Биография
Отец — Ян Подчашинский, теоретик архитектуры. Кароль Подчашинский учился в Виленском университете (1813). Совершенствовался в Санкт-Петербурге в Академии художеств (1814—1816), в Париже (1817—1819).
Профессор Виленского университета, заведующий кафедрой архитектуры Виленского университета (1819—1832).
Похоронен на кладбище Расу в Вильне. Могила не сохранилась.

## Произведения

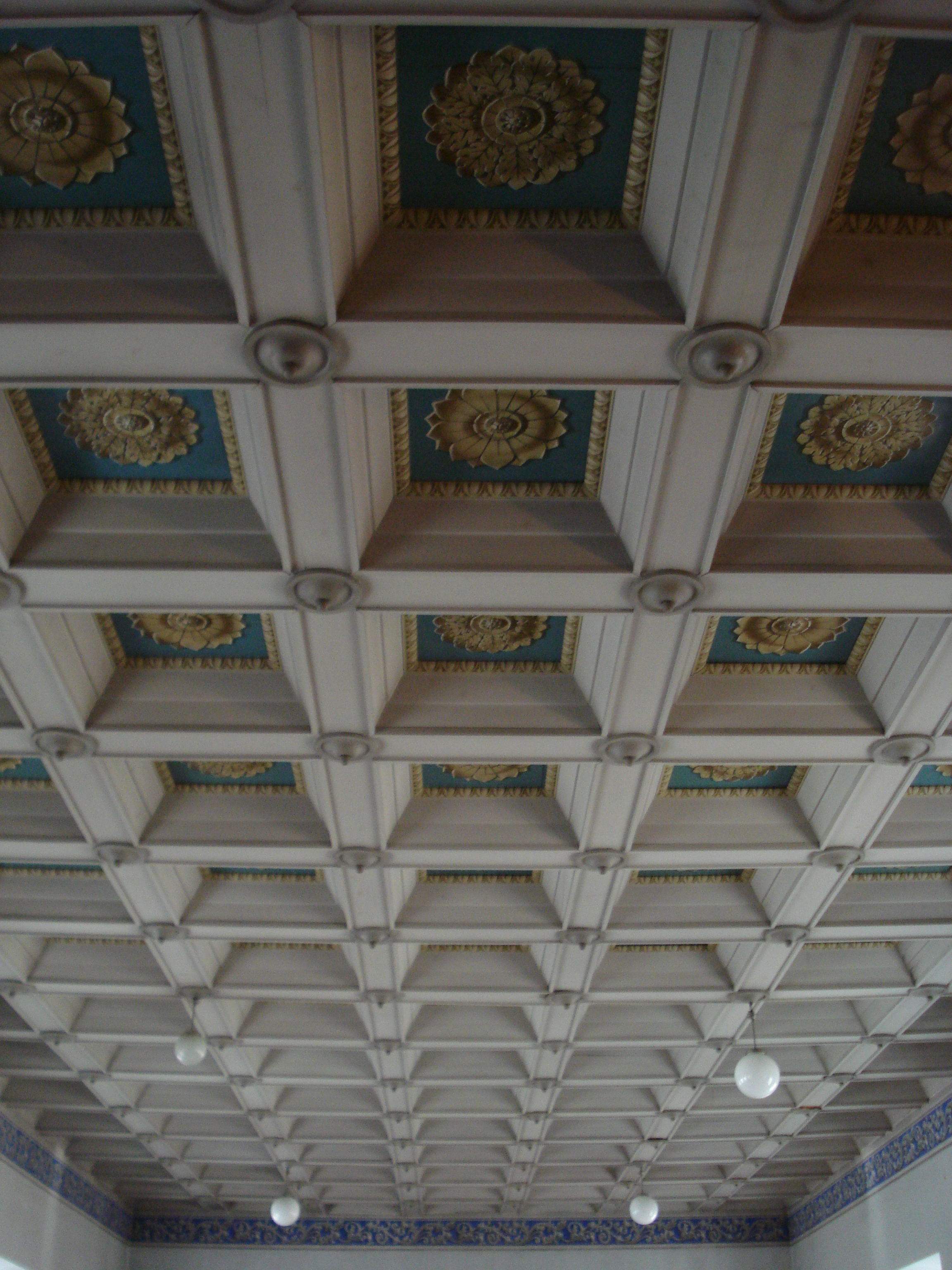
Потолок профессорской читальни в библиотеке Вильнюсского университета

Перестроил интерьер Аулы (Колонного зала) в здании университета. Другой работой Подчашинского как архитектора-интерьериста стал нынешний профессорский читальный зал на третьем этаже в библиотеке Вильнюсского университета. Ещё в 1806 году архитектор императорского Виленского университета Михал Шульц реконструировал это помещение в зал для минералогического музея. В 1819—1822 годах Подчашинский создал потолок с глубокими кессонами с розетками и фриз с орнаментом листьев аканта на синем фоне. Закрашенный позднее фриз был восстановлен при реконструкции в 1919 году профессором Университета Стефана Батория Фердинандом Рущицом. Ещё позднее классицистский декор зала был восстановлен в 1970 году, когда стенам был возвращён первоначальный серый цвет.
К важнейшим работам Подчашинского в ансамбле Вильнюсского университета историки архитектуры относят реконструкцию костёла Святых Иоаннов в Вильне. В 1826 году он создал ряд новых элементов интерьера (деревянный амвон, украшенный позолоченной резьбой, и другие). В 1827—1829 годах Подчашинский перестроил южный фасад костёла Святых Иоаннов, выходящий на улицу Иоанна (ныне Швянто Йоно, Švento Jono g.), в формах позднего классицизма. В плоскости фасада были выделены два яруса, нижний членился нишами, верхний — парами арок между пилястрами. Центр акцентирован портиком с четырьмя коринфскими колоннами. Существенные изменения были внесены Подчашинским в интерьер костёла. Таким образом храм, архитектурный облик которого сформировался в эпоху готики и барокко, был дополнен элементами классицизма. Кроме того, по проекту Подчашинского в северном нефе храма в 1828 году был установлен памятник ректору Иерониму Стройновскому.

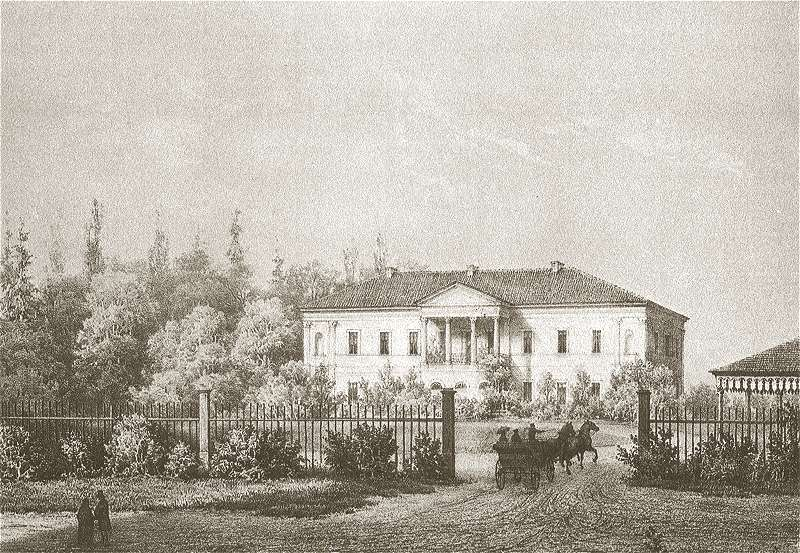
Наполеон Орда. Усадьба в Яшунах

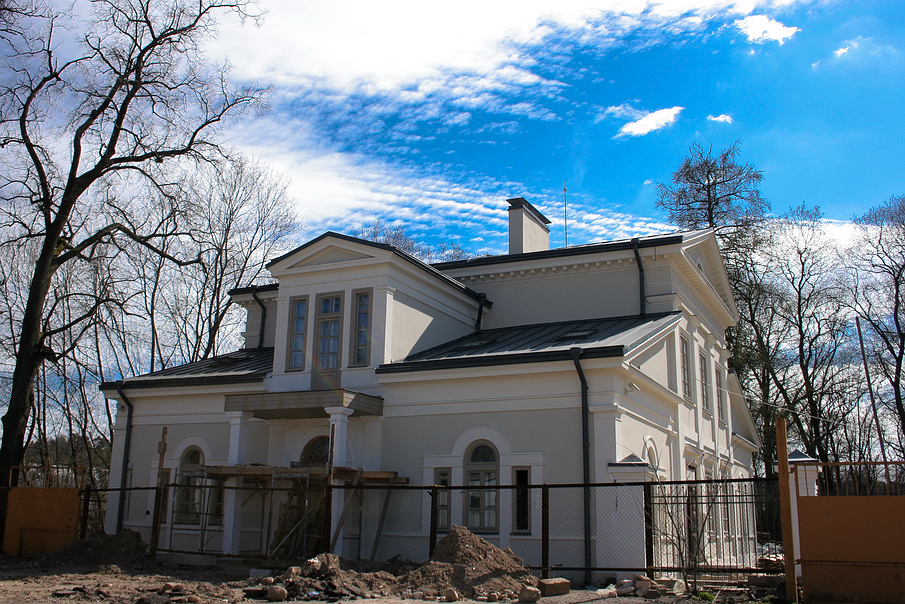
Дворец в Тускуленах

Реконструировал также другие принадлежавшие университету здания, проспосабливая их для его нужд.
Проектировал дворец усадьбы Михала Балинского в Яшунах (1824—1828) и дворец в Тускуленах, здания гимназий в Слуцке и Каменце (Белоруссия).
Наиболее удачным его произведением считается памятник позднего классицизма евангелическо-реформатская церковь в Вильне на улице Завальной (ныне Пилимо; (Pylimo g.). Была спроектирована в 1829, построена в 1830—1835. В советское время в этом здании располагался кинотеатр «Хроника» („Kronika“).

## Теоретическое наследие
Автор первого в Литве учебника теории архитектуры «Основы архитектуры для академической молодежи» (на польском языке; т. 1—3, Вильно, 1828—1857, статей о преподавании архитектуры, ухода за садами и парками, о своём учителе Л. Стуоке-Гуцявичюсе.